# Santiago Millas
Santiago Millas est une commune espagnole (municipio) dans la province de León, communauté autonome de Castille-et-León, au nord-ouest de l'Espagne.
Elle s'étend sur 39,69 km2 et comptait environ 330 habitants en 2015.

## Villages et hameaux
Les villages et hameaux qui composent le municipio sont, par ordre alphabétique :
- Barrio de Abajo
- Morales del Arcediano
- Oteruelo alias Oteruelo de la Valduerna
- Piedralba
- Santiago Millas (chef-lieu)
- Valdespino de Somoza (es)